# Christa Fonatsch
Christa Fonatsch (* 4. April 1943) ist eine österreichische Humangenetikerin.

## Leben
Fonatsch erreichte 1961 am Gymnasium der Ursulinen Graz die Matura mit Auszeichnung. Sie studierte in Graz und Würzburg und erwarb 1968 mit einer Arbeit über Bienen einen Dr. phil. Anschließend arbeitete sie am Institut für Medizinische Biologie und Humangenetik der Universität Graz. Bei Alfred Gropp an der Rheinischen Friedrich-Wilhelms-Universität Bonn verbesserte sie ihre Kenntnisse auf dem Gebiet der Zytogenetik und Meiose. 1973 wechselte Fonatsch von Graz an das Institut für Humangenetik (Leiter: Gebhard Flatz) der Medizinischen Hochschule Hannover, um dort ein zytogentisches Labor aufzubauen. 1981 habilitierte sie sich mit einer Arbeit zum Schwesterchromatidaustausch. Sie baute in Hannover (in Zusammenarbeit mit Volker Diehl) die dortige Tumorzytogenetik auf.
Fonatsch war von 1983 bis 1995 unter Eberhard Schwinger C3-Professorin für Humangenetik an der Medizinischen Universität zu Lübeck. 1988 lehnte sie einen Ruf an die Ludwig-Maximilians-Universität München ab. Seit 1995 war sie Ordentliche Universitätsprofessorin für Medizinische Biologie und Leiterin des von ihr etablierten Institutes für Humangenetik mit zytogenetischen und molekulargenetischen Diagnoseeinrichtungen sowie genetischer Beratung der Medizinischen Universität Wien. 2010 wurde Fonatsch emeritiert, 2012 übernahm sie die Position einer Universitätsrätin der Medizinischen Universität Innsbruck.
Fonatsch konnte – wie Janet Rowley für die Chronische myeloische Leukämie und Lore Zech für das Burkitt-Lymphom – die pathogenetische, klinische, prognostische und therapeutische Bedeutung des Chromosomenstatus für verschiedene Leukämien und Lymphome zeigen. Sie veröffentlichte über 300 Fachaufsätze und betreute mehr als 20 Doktoranden.
Christa Fonatsch erfüllte neben Forschung, Lehre und Patientenversorgung zahlreiche leitende und beratende Funktionen für verschiedene berufspolitische Gremien, darunter die Professorenversammlung der Medizinischen Universität Lübeck, die Bundesärztekammer, den Berufsverband Medizinische Genetik, die Deutsche Gesellschaft für Humangenetik, den Senat der Medizinischen Universität Wien, das European Leukemia Net (ELN) und die Österreichische Gesellschaft für Humangenetik.
2013 wurde Fonatsch Ehrenmitglied der Deutschen Gesellschaft für Hämatologie und Onkologie (DGHO). Für 2018/2019 wurde ihr die Johann-Georg-Zimmermann-Medaille zugesprochen. Im November 2019 wurde ihr das Ehrenzeichen des Landes Steiermark für Wissenschaft, Forschung und Kunst überreicht. 2023 erhielt sie das Ehrenzeichen in Gold der Stadt Graz.